# تثبیت حافظه
تثبیت حافظه (به انگلیسی: Memory consolidation) فرایند ایجاد حافظه پایدار و طولانی مدت است که فراخوانی حافظه را پس از کسب اولیه آن بصورت طولانی مدت امکان‌پذیر می‌کند. فراخوانی حافظه تغییر در سیستم عصبی است که در اثر به خاطر سپردن اطلاعات خصوصاً در زمینه حافظه آشکار ایجاد می‌شود. این تثبیت به دو فرایند خاص متمایز می‌شود. اول تثبیت سیناپسی (LTP) است، در مقیاس کوچک و در اثر آزاد سازی نوروترنسمیترها در اتصالات سیناپسی و مدارهای عصبی در چند ساعت اولیه پس از یادگیری اتفاق می‌افتد. فرایند دوم تثبیت پذیری سیستماتیک است، جایی که خاطرات وابسته به نواحی هیپوکامپ طی چند هفته تا یک سال از هیپوکامپ تاحدودی مستقل می‌شوند و در مقیاس بسیار بزرگتری در مغز اتفاق می‌افتند. اخیراً، فرایند سومی هم در مرکز تحقیقات، تجدید تثبیت پذیری، صورت گرفته‌است که در آن می‌توان از طریق فعال سازی مجدد فراخوانی حافظه، خاطرات تثبیت شده قبلی را دوباره ناپایدار کرد.

## تاریخچه
تثبیت حافظه برای اولین بار توسط معلم معروف «رومان» بیان شد و پس از آن توسط قانون «ریبوت» معرفی شد. Ribot's Law of Regression

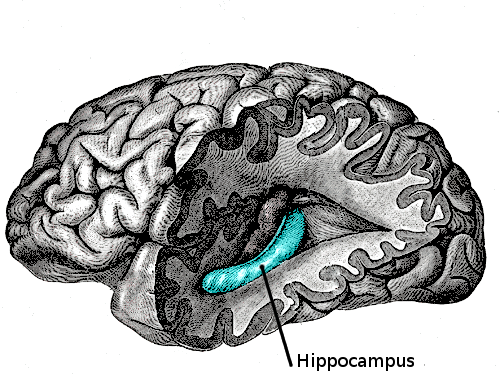
نمای جانبی هیپوکامپ که در لوب گیجگاهی داخلی قرار دارد

### تثبیت سیناپسی
تثبیت سیناپسی یا LTP فاز دیررس، یکی از اشکال تثبیت حافظه است که در تمامی نواحی مغزی در زمینه ساخت حافظه بلند مدت دیده می‌شود. حافظه بلند مدت، وقتی در زمینه تثبیت سیناپسی مورد بحث قرار می‌گیرد، حافظه ای است که حداقل برای ۲۴ ساعت طول می‌کشد. یک استثنا در این قانون ۲۴ ساعته، تقویت طولانی مدت یا LTP است، یک مدل از انعطاف‌پذیری سیناپسی مربوط به یادگیری است که در آن یک ساعت بطول می‌انجامد. تثبیت سیناپسی سریعتر از تثبیت سیستماتیک حاصل می‌شود، تنها در طی چند دقیقه تا چند ساعت یادگیری در ماهی قرمز گذارش شده‌است. تصور بر این است که LTP، یکی از بهترین اشکال قابل درک بودن پلاستیسیته سیناپسی، و یک فرایند اساسی در تثبیت حافظه است.
- تثبیت طولانی مدت

تثبیت طولانی مدت (Long-term potentiation) را می‌توان به عنوان تقویت طولانی مدت انتقال سیناپسی از نورون‌های پیش سیناپسی به نورون‌های پس سیناپسی در نظر گرفت، که باعث افزایش سرعت انتقال دهنده عصبی و حساسیت بیشتر و در صورت تداوم تحریک سبب تثبیت بلند مدت آن پیام به گیرنده می‌شود، که چند دقیقه تا حتی روزها طول می‌کشد. روند LTP به عنوان یک عامل مؤثر در ویژگی پلاستیسیته نورونی و در رشد قدرت سیناپسی در نظر گرفته می‌شود، که می‌تواند زمینه‌ساز تشکیل حافظه باشد. تثبیت طولانی مدت همچنین از نظر حفظ خاطرات در مناطق مغزی، مکانیسم مهمی را بر عهده دارد و بنابراین تصور می‌شود که در یادگیری نقش داشته باشد. شواهد زیادی وجود دارد که نشان می‌دهد LTP برای حافظه سازی موشهای صحرایی بسیار مهم است و این نشان می‌دهد که واسطه یادگیری و حافظه در پستانداران است.

### تثبیت سیستماتیک
تثبیت سیستماتیک یکی از روش‌های بلند مدت ایجاد حافظه است که در آن خاطرات از ناحیه هیپوکامپ، به مناطقی که خاطرات اولین کد گذاری در قشر مغز به صورت دائم ذخیره می‌شود. تثبیت سیستماتیک یک روند آهسته و پویا است که می‌تواند از یک تا دو دهه تا یکسال بطول بینجامد تا به‌طور کامل در انسان حافظه شکل بگیرد، بر خلاف تثبیت سیناپسی که فقط چند دقیقه تا چند ساعت طول می‌کشد تا اطلاعات جدید در حافظه تثبیت شوند.
- مدل استاندارد تثبیت حافظه

مدل استاندارد تثبیت سیستماتیک حافظه توسط (1995.Squire و Alvarez) توضیح داده شده‌است. بیان می‌کند که وقتی اطلاعات جدید رمزگذاری و ثبت می‌شوند، حافظه این محرک‌های جدید در هر دو ناحیه هیپوکامپ و قشر مغز حفظ می‌شود. بعداً نمایش‌های هیپوکامپ از این اطلاعات در یادآوری صریح (خودآگاه) یا یادآوری ضمنی (ناخودآگاه) مانند فرایندهای خواب و «آفلاین» فعال می‌شوند. پس از مدتی و با تقویت تثبیت سیستماتیک کم‌کم ارتباط هیپوکمپ کاملاً با آن ناحیه قشر مغز قطع می‌شود.
- نظریه ردیابی چندگانه

نظریه ردیابی چندگانه (MTT) بر اساس تمایز بین حافظه معنایی و حافظه رویدادی بنا شده و نواقص مدل استاندارد را با توجه به وابستگی هیپوکامپ برطرف می‌کند. MTT استدلال می‌کند که هیپوکامپ همیشه در بازیابی و ذخیره‌سازی خاطرات اپیزودیک نقش دارد. برخلاف مدل استاندار که ادعات می‌کرد نقش هیپوکامپ به تدیریج و با افزایش میزان تثبیت حافظه کمرنگ تر شده و نهایتاً به صفر می رشد، تصور می‌شود که حافظه‌های معنایی، از جمله اطلاعات اولیه رمزگذاری شده در هنگام ذخیره‌سازی حافظه‌های رویدادی، می‌توانند در ساختارهایی جدا از سیستم هیپوکامپ مانند قشر مغز در فرایند تثبیت نقش داشته باشند. از این رو، در حالی که عملکرد مناسب هیپوکامپ برای حفظ و بازیابی حافظه‌های رویدادی ضروری است، اما در هنگام رمزگذاری و استفاده از حافظه‌های معنایی، نقش آن کمتر است. با افزایش سن خاطرات و تثبیت پذیری بیشتر تعاملات طولانی مدتی بین هیپوکامپ و قش مغز وجود دارد و این منجر به ایجاد جنبه‌هایی از حافظه در ساختارهای جدا از هیپوکامپ می‌شود. MTT بنابراین بیان می‌کند که هر دو خاطره رویدادی و معنایی به هیپوکامپ ارتباط دارند ولی حافظه‌های معنایی بعد از تثبیت تا حدی از هیپوکامپ مستقل می‌شود. یک تمایز مهم بین MTT و مدل استاندارد این است که مدل استاندارد پیشنهاد می‌کند که همه خاطرات پس از چندین سال از هیپوکامپ مستقل شوند. با این حال، نادل و موسکوویچ نشان داده‌اند که هیپوکامپ بدون توجه به سن آنها در یادآوری حافظه برای همه خاطرات زندگی‌نامه از راه دور نقش دارد. نکته مهمی که آنها هنگام تفسیر نتایج بیان کردند این است که فعال شدن در ناحیه هیپوکامپ بدون در نظر گرفتن بدون در نظر گرفتن زمان آن، به همان اندازه قوی بوده‌است. این واقعیت نشان می‌دهد که هیپوکامپ به‌طور مداوم در رمزگذاری رویدادهای جدید مؤثر است.